# Episodi di Squidbillies (undicesima stagione)
L'undicesima stagione della serie animata Squidbillies, composta da 11 episodi, è stata trasmessa negli Stati Uniti, da Adult Swim, dal 15 ottobre al 17 dicembre 2017.
In Italia la stagione è inedita.
| nº | Titolo originale                                              | Prima TV USA     |
| -- | ------------------------------------------------------------- | ---------------- |
| 1  | Dove in an Iron Cage                                          | 15 ottobre 2017  |
| 2  | Dove in an Iron Cage                                          | 15 ottobre 2017  |
| 3  | The Guzzle Bumpkin                                            | 22 ottobre 2017  |
| 4  | Jacksonville Jackass                                          | 29 ottobre 2017  |
| 5  | The Knights of the Noble Order of the Mystic Turquoise Goblet | 5 novembre 2017  |
| 6  | Ballad of the Latrine Marine                                  | 12 novembre 2017 |
| 7  | Debased Ball                                                  | 19 novembre 2017 |
| 8  | Tortuga de Mentiras                                           | 26 novembre 2017 |
| 9  | Duel of the Dimwits                                           | 3 dicembre 2017  |
| 10 | The War on The War on Christmas                               | 10 dicembre 2017 |
| 11 | Dewey Two-ey                                                  | 17 dicembre 2017 |

## Dove in an Iron Cage

Alice, Jailbot (di Superjail!) e altre guardie mentre cercano di sistemare due detenuti della prigione dov'è rinchiuso Rusty

- Diretto da: Jim Fortier e Dave Willis
- Scritto da: Jim Fortier, Alan Steadman e Dave Willis

### Trama
Qualcuno ha ucciso Boyd e il dipartimento dello sceriffo sta indagando sul caso. La moglie di Boyd ha una descrizione che rispecchia perfettamente le caratteristiche di Rusty o Early, ma sia Rusty che lo sceriffo hanno un pretesto che costringerà Rusty a firmare per la confessione. Un paio di mesi dopo, Early e Granny cercano di rappresentare Rusty all'udienza della corte ammettendo che è stato un semplice errore, il che porta Rusty ad essere condannato a morte per accusa di omicidio. Il giorno dell'esecuzione, Rusty riesce a fuggire e decide di tornare nella sua cella dove scopre che è fuori causa perché il dipartimento dello sceriffo non ha alcuna prova dei fatti. I Cuyler quindi sono stati ingiustamente accusati da qualcuno vicino a Boyd.
- Guest star: Elizabeth Cook (Tammi), Ned Hastings (giudice), JD McPherson (prigioniero), Tony Guerrero (prigioniero), Isaac Hayes III (prigioniero), Anna Vocino (avvocato), Jason Isbell (Kyle Nubbins).
- Altri interpreti: Doug Richards (se stesso), Niko Coleman (Randy).
- Ascolti USA: telespettatori 932.000 – rating/share 18-49 anni.[1]
- Note: Durante il corso dell'episodio fanno un breve cameo Jean Baptiste e Paul Guaye, i due detenuti omosessuali di Superjail!, insieme a Alice e Jailbot.
- Sigla: Steve Earle & The Dukes[2]

## The Guzzle Bumpkin
- Diretto da: Jim Fortier e Dave Willis
- Scritto da: Jim Fortier, Alan Steadman e Dave Willis

### Trama
Rusty si registra con una telecamera mentre fa delle pericolose acrobazie estreme per il suo canale Youtube, nella speranza di entrate pubblicitarie. Il video diventa immediatamente virale, attirando l'attenzione di un importante sponsor di bevande energetiche di nome Steve Blumin. Grazie ad un accordo, in ogni video, Rusty dovrà indossare dei vestiti con il marchio Guzzle Bumpkin, in modo tale da far crescere la popolarità della bevanda energetica. Tammi chiama Rusty per dirgli che il loro figlio Randy è stato ricoverato per aver imitato una delle sue acrobazie, quindi Rusty torna da Steve per dirgli che non voleva fare più video del genere, ma gli viene offerto un ultimo lavoro. Rusty ne parla con il rapper Coolio e l'ex stuntman Wee-Man che gli danno messaggi contrastanti sull'opportunità o meno di fare lo stuntman. Alla fine, Rusty smette a favore di Tammi e Randy. Early prende il suo posto ma non ottiene i soldi da Steve.
- Guest star: Elizabeth Cook (Tammi), Coolio (se stesso), Jason Acuña (se stesso), Dan Mirvish (se stesso).
- Altri interpreti: Brendon Small (dottore), Alan Steadman (collega di Glenn).
- Ascolti USA: telespettatori 890.000 – rating/share 18-49 anni.[3]
- Sigla: Bob Mould[4]

## Jacksonville Jackass
- Diretto da: Jim Fortier e Dave Willis
- Scritto da: Jim Fortier, Alan Steadman e Dave Willis

### Trama
I Cuyler, travestiti con armamentario da football, visitano lo sceriffo nel bel mezzo della notte per invitarlo a vedere i Bulldogs contro i Gators in Florida e per convincerlo a farli da loro guidatore. Quando arrivano lo costringono a ubriacarsi con della birra. Rusty è piuttosto preoccupato mentre Early, inizialmente divertito dallo sceriffo, diventa sempre più geloso di lui per via del suo mettersi in mostra. Quando entrano nell'arena, lo sceriffo è talmente ubriaco che finisce per arrampicarsi su delle recinzioni e cadere per una lunga rampa di scale, prima di essere portato fuori dalle guardie di sicurezza. Mentre i due escono, Early esprime rammarico su quello che è successo e si dirigono verso la prigione locale per salvare lo sceriffo, ma finiscono per lasciarlo lì perché Early, a detta sua, è "geloso e meschino".
- Guest star: Tim Andrews (tifoso dei Gators).
- Ascolti USA: telespettatori 837.000 – rating/share 18-49 anni.[5]
- Sigla: Against Me![6]

## The Knights of the Noble Order of the Mystic Turquoise Goblet
- Diretto da: Jim Fortier e Dave Willis
- Scritto da: Jim Fortier, Alan Steadman e Dave Willis

### Trama
Dan Halen istruisce lo sceriffo, da bendato, a distribuire degli inviti speciali a un gruppo selezionato di persone, poiché non può vedere chi sono i membri dei cavalieri del nobile ordine. Dan spinge lo sceriffo fuori dal suo ufficio ma viene visto da Early, mentre stava lavando il pavimento, che riconosce immediatamente il sigillo del calice sulla cintura di Dan. Early vuole sapere più informazioni su quel calice e più tardi, insieme allo sceriffo, trovano delle teorie complottiste che riportano in qualche modo al calice. Dopo un altro incontro, Halen invia un messaggio codificato a Granny. Questo viene subito scoperto da Early e Dan, dopo averlo trovato, tenta di bruciarlo per preservare il segreto. Early e lo sceriffo, che avevano già letto parte del messaggio, partecipano all'incontro e registrano le parole apparentemente piuttosto razziste di Dan. Il calice risulterà essere alla fine un artefatto alieno.
- Guest star: Lucky Yates (alieno rosa), Andrew Donnelly (alieno viola).
- Altri interpreti: Brendon Small (dottore), Alan Steadman (voce proveniente dal calice).
- Ascolti USA: telespettatori 876.000 – rating/share 18-49 anni.[7]
- Sigla: Ty Segall[8]

## Ballad of the Latrine Marine
- Diretto da: Jim Fortier e Dave Willis
- Scritto da: Jim Fortier e Dave Willis

### Trama
La moglie di Glenn, Donna, entra in un bagno ma viene avvicinata da Early che le chiede di inserire il suo pene dentro un foro della parete, per un "controllo volontario del proprio genere". Donna fugge, avvisando il direttore del posto che Early sta molestando i clienti. Lo sceriffo fa uscire Early dal bagno e spiega che il suo lavoro consiste solo nel verificare se ci sono uomini nei bagni delle donne. Più tardi a casa, Early è visibilmente arrossato e inizia spontaneamente a gonfiarsi. Early è incinta e, come spiega Granny, ogni dieci anni, un calamaro fangoso si deve dirigere a nord per svuotare il proprio sacco delle uova. In seguito si scopre anche che la loro specie è sia di sesso maschile che femminile. Questo, naturalmente, è difficile da digerire per Early, che si è sempre vantato di essere completamente in linea con un'immagine maschile. Nonostante i segni molto chiari della gravidanza, Early si aggrappa strettamente alla sua virilità e spara al soffitto con il suo fucile a canne mozze. Rusty non sa come procedere con suo padre, quindi Early suggerisce un viaggio per soli maschi. Arrivati al luogo della schiusa, Early finalmente partorisce le uova e sembra finalmente accettare di essere un papà. Mentre Early dà il benvenuto dei nuovi piccoli, questi vengono subito attaccati e mangiati da uno stormo di corvi.
- Guest star: Billy Wayne Davis (Bobby).
- Altri interpreti: Brendon Small (dottore), Dana Swanson (Donna)
- Ascolti USA: telespettatori 756.000 – rating/share 18-49 anni.[9]
- Sigla: Camper Van Beethoven[10]

## Debased Ball
- Diretto da: Jim Fortier e Dave Willis
- Scritto da: Jim Fortier, Alan Steadman e Dave Willis

### Trama
Dan Halen fa costruire uno stadio delle leghe minori a Dougal County e lo mostra a dei dirigenti d'affari. I dirigenti non sembrano apprezzare la mascotte Flying Pecan Logs poiché secondo loro ricorda vagamente uno stronzo, ma dopo aver visto Early combattere contro un opossum dentro un cestino dell'immondizia, trovano delle idee commercializzabili riguardo al calamaro. Vedendo la merce, Early si trova oltraggiato verso la malversazione nei confronti della sua cultura, fino a quando Halen gli dà un lavoro come mascotte. Early diventa "Squiddy the Nitwit", la nuova mascotte della squadra locale degli Ornery Mud Squids, dove incarna una versione più adatta ai bambini del suo solito personaggio appartenente alla classe operaia. Le cose vanno alla perfezione per Early, Granny e Lil, fino a quando Rusty decide di protestare contro il trattamento del popolo nei confronti di suo padre. Rusty prende le cose seriamente e mostra al pubblico un video dove Early si ubriaca e cerca di sparare veramente a Granny. Lo stadio si svuota rapidamente e Early fa esplodere lo schermo dello stadio con il suo vero fucile. Il calamaro viene catturato dallo sceriffo e portato in prigione e Halen rinomina Flying Pecan Logs come la mascotte ufficiale degli Ornery Mud Squids.
- Guest star: Elizabeth Cook (Tammi).
- Altri interpreti: Niko Coleman, Casey Motter (telecronista di baseball), Dan Triandiflou, Jim Fortier, Alan Steadman.
- Ascolti USA: telespettatori 936.000 – rating/share 18-49 anni.[11]
- Sigla: Matthew Kaminski[12]

## Tortuga de Mentiras
- Diretto da: Jim Fortier e Dave Willis
- Scritto da: Jim Fortier, Alan Steadman e Dave Willis

### Trama
Nubbins prepara la chiesa per un imminente missione di volontariato a Quetzaltenango, in Guatemala. Early si prepara al viaggio della settimana dopo, ma Nubbins gli ha detto la data sbagliata; infatti il resto della chiesa sta partendo quella notte alle 03:00 del mattino per sgattaiolare via prima che lui possa seguirli. Di notte, Early scopre lo sceriffo e decide di seguirlo. Arrivati in Guatemala, il calamaro cede al lavoro e ruba dei fili di rame per ottenere denaro per una festa, ma viene scoperto, picchiato e rimandato a casa. Tornato a casa, Early scopre che Granny e Rusty hanno ridecorato la casa a loro piacimento e decide di bruciarla completamente insieme alla chiesa di Nubbins, poiché il prete ha ferito i suoi sentimenti. Nel frattempo i fedeli finiscono di costruire la casa; tuttavia, per colpa del brutto lavoro elettrico fatto dallo sceriffo, la casa prende fuoco e sono costretti a ritornare in Georgia.
- Guest star: Jason Isbell (Kyle Nubbins).
- Altri interpreti: Shawn Coleman, Alan Steadman.
- Ascolti USA: telespettatori 873.000 – rating/share 18-49 anni.[13]
- Sigla: "Weird Al" Yankovic[14]

## Duel of the Dimwits
- Diretto da: Jim Fortier e Dave Willis
- Scritto da: Jim Fortier, Alan Steadman e Dave Willis

### Trama
Early e Rusty si prepararano per andare a caccia di cavalli. Dopo averne mirato uno Early viene interrotto dal tosaerba dei vicini Duvall, un clan di bifolchi limitrofi protagonisti di una lunga storia ben definita con i Cuyler. A quanto pare il loro patriarca è morto il giorno prima cercando di mettere una bancarella di cervi vicino a un ripetitore e morì per le radiazioni, lasciando a suo figlio Dewey Jr la responsabilità delle cose. All'inizio Early comincia a consolarlo, ma finisce per ricordargli il presunto fatto che Dewey Sr era famoso per averci provato ripetutamente con Granny Cuyler senza avere avuto successo. Dewey Jr lo contesta, insistendo sul fatto che suo padre era riuscito veramente a conquistare Granny. Tuttavia il problema principale è di chi appartiene quel terreno e di conseguenza se i Duvall possono seppellire Dewey Sr su quel terreno. Tornati a casa i due danno la notizia a Granny, che scoppia a piangere per la morte di Dewey Sr, portando Early e Rusty in confusione. Granny confessa il suo amore per Dewey, vedendolo come una scappatoia dal suo matrimonio senza amore con Ga Ga Pee Pap, che si rivelerà essere anche suo fratello. I primi tempi infatti, mentre lo idolatra nonostante tutti gli abusi subiti, si innamora di Dewey. La loro relazione viene allo scoperto e Ga Ga e Dewey hanno duellato per il suo amore battendosi a colpi di bastone per un giorno intero, fino a quando Ga Ga ha costretto Granny a duellare al posto suo, costringendo Dewey a rinunciare. Ad oggi i Cuyler arrivano al sepolcro nel cuore della notte per rovesciarlo, ma vengono trovati da Dewey Jr e suo figlio, portando a un altro duello a colpi di bastone, questa volta per cercare di vincere il terreno. Lo sceriffo arriva con Rusty per sistemare le cose sulle proprietà una volta per tutte e si scopre che tutta il terreno appartiene in realtà alla famiglia Duvall e che la baracca dei Cuyler è l'unica cosa che possiedono veramente.
- Guest star: Jesco White (Ga Ga Pee Pap).
- Altri interpreti: Grandaddy Hamm, Lory Thompson, Jim Fortier.
- Ascolti USA: telespettatori 866.000 – rating/share 18-49 anni.[15]
- Sigla: John Prine[16]

## The War on The War on Christmas
- Diretto da: Jim Fortier e Dave Willis
- Scritto da: Jim Fortier, Alan Steadman e Dave Willis

### Trama
Dan Halen celebra, di fronte al centro commerciale locale, il nuovo Festival del Solstizio d'Inverno e mostra un enorme sempreverde stagionale allestito con simboli religiosi, in modo tale da attirare più persone nel centro commerciale. Early è arrabbiato a causa del livello di parità di trattamento e promette guerra alle vacanze non natalizie. Crocifiggendosi letteralmente su una croce gigante e vestito come Gesù, Early si reca da Starbucks per chiedere al barista di dire cose più cristiane mentre prepara il caffè per lui. Un caffè dopo l'altro, Early arriva ad un totale di 70.000 $ e decide di ricorrere alla rievocazione del presepe, andando a cantare per le case di Dougal County. A casa Early distribuisce i doni che ha comprato da solo, ma la famiglia invece decide di recarsi al Festival del Solstizio d'Inverno. Al centro commerciale, Halen lamenta che i suoi margini di profitto non sono saliti, tuttavia lo sceriffo gli assicura che ha fatto comunque la cosa giusta portando più spirito natalizio nella cittadina. Early, con in braccio Randy, sale sulla cima dell'albero gigante e cerca di convincere la gente a dire "Buon Natale" tutto l'anno. Denny riesce a salvare Randy ma fa cadere l'albero con sopra Early, uccidendo quasi tutti gli altri.
- Guest star: Elizabeth Cook (Tammi), Jason Isbell (Kyle Nubbins), Alexandra Ficken (barista).
- Ascolti USA: telespettatori 749.000 – rating/share 18-49 anni.[17]

## Dewey Two-ey
- Diretto da: Jim Fortier e Dave Willis
- Scritto da: Jim Fortier e Dave Willis

### Trama
Continuando dall'episodio Duel of the Dimwits, Early scopre che la sua baracca è stata barricata e divisa dal resto del terreno a causa della recente rivelazione legale che attesta che la proprietà appartiene ai Duvalls, rivali dei Cuyler. Con questo via libera Dewey continua la relazione con Granny. Sfortunatamente per Early l'unica terra che possiede è la baracca e tutto ciò che si trova all'esterno può essere abbattuto come il capannone, oppure confiscato come il suo camion. Dopo il tentativo fallito di Early per reclamare il suo camion scivolando lungo il cavo della linea elettrica, i Duvalls, per non bastare, decidono di aprire un Taco Shack accanto alla baracca. Early chiede di fare un atto di fede per fare pace con Dewey e lui decide di accettare ad un prezzo: Early deve salire sulla torre idrica della città e leggere ad alta voce e con un megafono una vergognosa auto-diffamazione del proprio personaggio di fronte all'intera città, mentre indossa un bikini e uno scoiattolo attaccato alla sua mutanda, oppure fare l'amore con un alveare. Early opta per la prima scelta e questo ha permesso di riparare la frattura tra le due famiglie. I Cuyler e i Dewey celebrano il loro riavvicinamento con un matrimonio raccapricciante tra Dewey Jr e Granny, sia perché sono innamorati, sia perché così possono riunire i terreni, a costo di bruciare la baracca.
- Guest star: Jason Isbell (Kyle Nubbins).
- Ascolti USA: telespettatori 835.000 – rating/share 18-49 anni.[18]
- Sigla: The Jicks[19]